# یاسکووکی (شهرستان گروجیسک ویلکوپولسکی)
یاسکووکی (به لاتین: Jaskółki) یک روستا در لهستان است که در گمینا کامینگتس واقع شده‌است. یاسکووکی ۱۴۴ نفر جمعیت دارد.